# 厄勒布鲁市镇
厄勒布鲁市镇（瑞典語：Örebro kommun）是瑞典中部厄勒布鲁省的一个市镇。其治所位于厄勒布鲁。